# Kyōka
Als Kyōka (狂歌; wörtl. „Wilde Poesie“) bezeichnet man in der japanischen Literatur und Kunst eine parodistische Form der erzählenden Poesie. Sie erfreute sich im späten 17. Jahrhundert und während des 18. Jahrhunderts, besonders in der Edō-Zeit, großer Beliebtheit und erlebte schließlich ihre Blüte während der Tenmei-Epoche.
Kyōka ist eine spezielle und anspruchsvolle Form des Waka (和歌), der klassischen, einfachen Poesie. Die Kunst des Kyōka liegt in seinem „schrägen“ Humor, der das Vulgäre geschickt und vornehm meidet. Der größte Teil des Humors liegt entweder darin, alles Vulgäre, Ordinäre oder Alltägliche in einen eleganten, poetischen Rahmen zu fassen oder ein klassisches Thema mit einer gemeinsamen, humoristischen Sprache oder Haltung zu behandeln. Wortspiele, Wortneuschöpfungen und Andeutungen wurden häufig verwendet – und erschweren nicht selten die Übersetzung. Eine übliche Technik war das sogenannte Honkadori (本歌取り), bei der ein klassisches Gedicht (Honka; 本歌) als Grundlage genommen und abgeändert wurde, um ihm eine überraschende, vulgäre Wendung zu geben. Andere gebräuchliche Techniken sind Engo (縁語; Assoziationswörter), Kakekotoba (掛詞; Pivot-Wörter) und Mitate-e (見立絵; bildliche Sprache). Beinamen und Umschreibungen, die für Waka üblich sind, werden in Kyōka nicht verwendet.